# Izet Hajdarhodžić
Izet Hajdarhodžić (Trebinje, 25. prosinca 1929. – Zagreb, 12. prosinca 2006.) bio je hrvatski glumac, redatelj i pedagog. Ostvario je više od 80 glumačkih uloga u raznovrsnu repertoaru, a osobito se istaknuo kao interpret likova iz Držićevih, Shakespeareovih, Molièreovih, Kočićevih, Krležinih i Vojnovićevih djela.

## Životopis
Izet Hajdarhodžić rodio se u Trebinju 1929. godine. Maturirao je u Dubrovniku 1948. godine.  Diplomirao je glumu 1957. godine na Akademiji za kazališnu umjetnost Sveučilišta u Zagrebu, a kao glumac pojavljivao se u kazališnim predstavama, te filmovima i televizijskim dramama. Osobito se isticao karakternim ulogama. Od 1948. do 1952. godine radio je kao novinar i kazališni kritičar Radio-Dubrovnika, od 1957. do 1961. i 1963. do 1968. je glumac, redatelj i umjetnički direktor dubrovačkog Narodnog kazališta (danas Kazalište Marina Držića), od 1961. do 1963. član je Narodnog kazališta u Sarajevu a od 1968. profesor je glume na Akademiji dramske umjetnosti u Zagrebu. U Hrvatskom narodnom kazalištu u Zagrebu djeluje od 1968. godine a glumio je i u Teatru &TD. Najpoznatiji je po ulozi Skupa u Držićevoj komediji Skup kojega je kroz dva desetljeća igrao na Dubrovačkim ljetnim igrama i u Dramskom kazalištu Gavella u režiji Koste Spaića. Osim Skupa, tumačio je i Dunda Maroja, Henrika IV., Mortimera, gospara Lukšu, Davida Štrpca, Imotskog kadiju, Don Juana, Don Alonsa, Raspućina i druge. Više nagrada dobio je za ulogu u Držićevu Skupu a 1965. je dobio Godišnju nagradu "Vladimir Nazor". Bio je nekompromisan i poznat po oštrom jeziku i kritičkom odnosu prema kazališnoj sredini.
Radio je i u hrvatskoj diplomaciji kao ataše za kulturu u Moskvi. U mirovinu odlazi 2000. godine.
Izet Hajdarhodžić umro je 12. prosinca 2006. godine u Zagrebu.

## Nagrade
- 1964.: Nagrada grada Dubrovnika[3]
- 1965.: Godišnja nagrada "Vladimir Nazor"[3][4]
- 1975.: Nagrada grada Zagreba[3]
- 1978.: Nagrada Orlando[3]

## Filmografija

### Televizijske uloge
- "Kuda idu divlje svinje" kao Paganini (1971.)
- "Veliki i mali" (1973.)
- "Vrijeme ratno i poratno" (1975.)
- "Nikola Tesla" kao John O'Neill (1977.)
- "Nepokoreni grad" kao Vladimir Nazor (1982.)
- "Gabrijel" (1984.)
- "Brisani prostor" (1985.)
- "Putovanje u Vučjak" kao Sinković (1986.)
- "Ptice nebeske" kao Maškić (1989.)

### Filmske uloge
- "Kaja, ubit ću te!" kao Ugo Bala (1967.)
- "Kad čuješ zvona" kao Nikola (1969.)
- "Meteor" (1969.)
- "Adam i Eva" (1969.)
- "Moja strana svijeta" (1969.)
- "A u pozadini more" (1969.)
- "Ugursuz" kao Muzafer (1970.)
- "Kainov znak" kao policijski inspektor (1970.)
- "Allegro con brio" kao susjed (1973.)
- "Predstava Hamleta u Mrduši Donjoj" kao Jocin otac (1973.)
- "Pravednik" (1974.)
- "Car se zabavlja" (1975.)
- "Akcija stadion" kao ilegalac (1977.)
- "Bombaški proces" kao Bedeković (1977.)
- "Posljednji podvig diverzanta Oblaka" kao Marijan Lončar (1978.)
- "Okupacija u 26 slika" kao Dum Đivo (1978.)
- "Bravo maestro" kao Blagoje Borić (1978.)
- "Grad pod jedrima" (1978.)
- "Novinar" kao Ivo (1979.)
- "Pjesma od rastanka" (1979.)
- "Čorkan i Švabica" kao Čorkan (1980.)
- "Miris dunja" kao Hamdibeg (1982.)
- "Trojanski konj" kao domobranski general Tomašević (1982.)
- "Ekvinocij" kao Frano Dražić (1983.)
- "Ujed anđela" kao glas s kopna (1984.)
- "U pozadini" kao kotarski predstojnik (1984.)
- "Skup" kao Skup (1984.) - TV-kazališna predstava
- "Ada" (1985.)
- "Dječak sa Sutle" kao Martin (1987.)

## Vanjske poveznice
- Nacionalne manjine.hr – Marijan Lipovac: »Izet Hajdarhodžić – svestrani interpretator Držićevih likova«
- Izet Hajdarhodžić u internetskoj bazi filmova IMDb-u (engl.)